# Wahlenbergia stricta
Wahlenbergia stricta är en klockväxtart som först beskrevs av Robert Brown, och fick sitt nu gällande namn av Robert Sweet. Wahlenbergia stricta ingår i släktet Wahlenbergia och familjen klockväxter.

## Underarter
Arten delas in i följande underarter:
- W. s. alterna
- W. s. stricta

## Bildgalleri

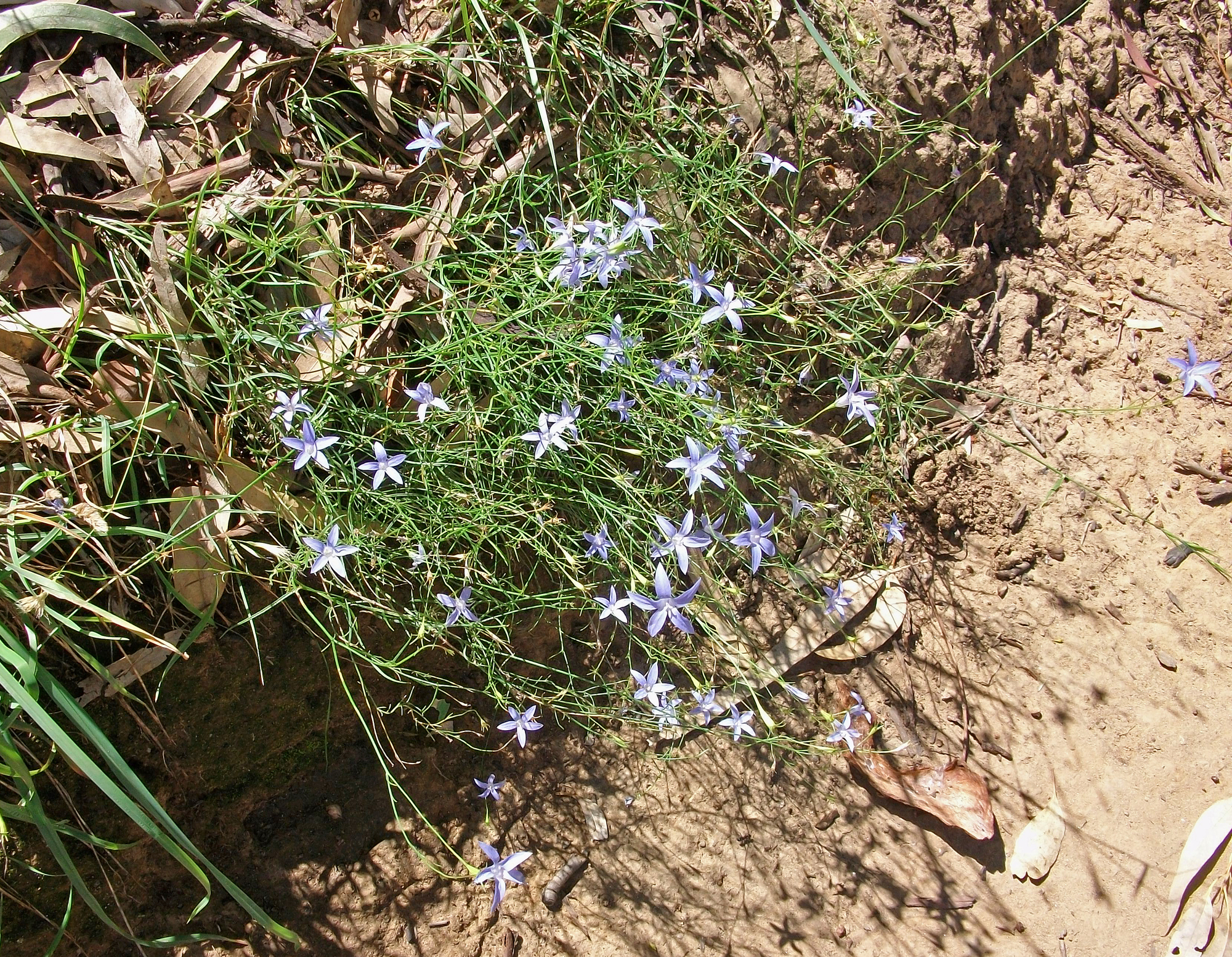